# أغريبينا الكبرى

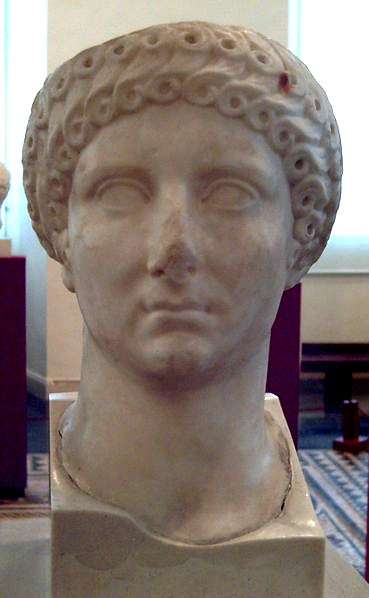
أغريبينا الكبرى

أغريبينا الكبرى أو جوليا فيبسانيا أغريبينا (14 ق.م. - 33م) هي أبرز حفيدة للإمبراطور الروماني أوغسطوس (إذ كان والد أمها). والد أغريبينا الكبرى هو القائد الشهير وحليف أوغسطوس، القائد ماركوس فيبسانيوس أغريبا الذي قاد القتال في معركة أكتيوم الشهيرة ضد أنطونيوس وكليوباترا وانتصر فيها. أغريبينا الكبرى هي أم الإمبراطور كاليغولا وأيضاً أم أغريبينا الصغرى التي كانت بدورها أما ً للإمبراطور نيرون.
تزوجت أغريبينا الكبرى من السياسي والعسكري جرمانيكوس - شقيق الإمبراطور كلوديوس. وقد اشتهرت أغريبينا الكبرى بنُبلها وشجاعتها، وقد رافقت زوجها في حملاته على ألمانيا والشرق، كما لعبت دورا ًهاماً في سياسات البلاد. وبذلك مثّلت أغريبينا الكبرى سابقة ً للنساء الأروستقراطيات في الإمبراطورية الرومانية، فقد كان لها أثرها في السياسة والسلطة في الإمبراطورية. فقلّدتها من بعدها الكثير من النساء الأروستقراطيات الرومانيات اللاتي حظين بسلطات ونفوذ لم يعرفنه قبل ذلك.
عام 29م أمر الإمبراطور تيبريوس بنفي أغريبينا الكبرى من روما. وتعرضت للجلد في سجنها،ولم يطل بها الأمد بعد ذلك، إذا ماتت جوعاً (وربما تجويعا ً عام 33م). وعام 37م مات الإمبراطور تيبريوس وخلفه ابنها الإمبراطور كاليغولا.

## مقالات ذات صلة
نساء الحضارة الرومية